# 投信の窓口
投信の窓口（とうしんのまどぐち）は、高木証券が展開する来店型及びウェブ形式での投資信託専門店のブランドである。同店では高木証券ファンド・リサーチセンターが開発した投信分析ツールである「ファンド・ラボ」で数ある国内籍公募追加型投資信託を公平・中立に評価・分析を行い、顧客にとって最適と思われる投資信託及びポートフォリオを提供するサービスを展開している。

## 概要
高木証券ファンド・リサーチセンター長である植村佳延の「投資信託販売における第3極」というアイデアがサービスの発端となっている。「くらべる。選べる。納得できる。」をブランドのコンセプトとしており、これまでに無かった投資信託の運用実績に基づいた中立的評価とアドバイスによる提案を行い「長期保有」を前提として投資家に投資信託を案内・販売している。サービスは「コンシェルジュ」と呼ばれる案内担当者によって投信分析ツール「ファンド・ラボ」を用いて行われ、投資家にとって最適と思われる投資信託選びのサポートを実施している。また投資家が既に保有している投資信託の評価についても解説を行っており、仮に他社のものであってもサービスを受けることが出来る。

## 背景
これまでの金融業界において行われてきた投信販売の手法は大きく分けて2つあり、ひとつは証券会社による自宅訪問や積極的な啓蒙活動による営業販売、または銀行の窓口販売等における所謂「対面営業販売」である。もうひとつはインターネット証券会社による「非対面営業」による販売であるが、それぞれの販売手法によって投資家が投資信託を購入する過程で陥りがちな傾向がある。前者には販売会社側の情報にバイアスがかかり、ある意味販売会社にとって最も好都合な商品を提案される、また後者においては購入時の手数料は低い傾向にあるものの、投資家側で判断材料なる情報にバイアスがかかる。そういった偏った情報によって起こる投資信託選びの誤謬を解消すべく、様々な角度で分析した情報を基に比較・分析し、豊富な取扱商品の中から提案を行うことで、新たな投資信託の販売手法として確立を試みている。

## 開業の流れ
- 2015年11月2日 - 日本橋本店と三軒茶屋支店の2店舗が店舗型としてオープン[1][2][6][4][5][9][8]。
- 2016年4月11日 - 同年4月18日にウェブ支店を開設することを発表[10][8]。
- 2016年6月1日 - 関西初となる支店、 大阪駅前第1ビル支店をオープン[10][8]。